# Christian Gailly
Pour les articles homonymes, voir Gailly.
Œuvres principales
- L'Incident (1996)
- Un soir au club (2001)

Christian Gailly, né à Paris 20e le 14 janvier 1943 et mort à Villejuif le 4 octobre 2013, est un écrivain français.

## Biographie
Christian Gailly tente de faire carrière en tant que saxophoniste de jazz, puis d'ouvrir un cabinet de psychanalyste. Il commence à publier au cours des années 1980, grâce notamment à Jérôme Lindon,,.
Son roman L'Incident a été adapté au cinéma par Alain Resnais sous le titre Les Herbes folles en 2009. Un soir au club, lauréat du prix du Livre Inter en 2002, vendu à 170 000 exemplaires, est adapté par Jean Achache,. Nuage rouge, paru en 2000, remporte le prix France Culture. Son dernier ouvrage est un recueil de nouvelles, La Roue, et autres nouvelles, publié en janvier 2012.
Christian Gailly a toujours reconnu l'influence de Samuel Beckett sur son œuvre, la lecture de L'Innommable l'ayant définitivement convaincu de s'atteler à l'écriture.

## Thèmes
Proche du courant minimaliste, il fait partie du groupe des éditions de Minuit, mais dans la génération des Jean Echenoz, Jean-Philippe Toussaint et Christian Oster, qui a à cœur de reconstruire le genre après l'époque de contestation du "Nouveau roman". Style rythmé et imbroglios absurdes sont la marque de fabrique de ses romans. Ceux-ci traitent principalement des amours impossibles, de la solitude, de la maladie et de la mort, mais aussi d'autres tragédies quotidiennes qu'il aborde sur un ton léger, parfois proche de la gaieté.
Ses écrits conservent toutefois un lien avec son amour de la musique, notamment le jazz, dans des romans comme Be-Bop, Un soir au club ou encore Lily et Braine. L'influence de la culture américaine, en particulier du cinéma, est très présente dans Les Evadés ou Lily et Braine.
Ses écrits mettent souvent en valeur des détails très concrets qui prennent peu à peu une grande importance, puisque, selon l'auteur, ses récits sont parsemés « d'indices, d'éléments, d'objets, de détails ».

## Œuvres
Tous les ouvrages de Christian Gailly, hormis sa correspondance, sont publiés aux éditions de Minuit.
- Dit-il, Paris, 1987, 192 p. (ISBN 978-2-7073-1146-7)
- K. 622, Paris, 1989, 124 p. (ISBN 978-2-7073-1299-0)
- L'Air, Paris, 1991, 160 p. (ISBN 978-2-7073-1373-7)
- Dring, Paris, 1992, 160 p. (ISBN 978-2-7073-1411-6)
- Les Fleurs, Paris, 1993, 96 p. (ISBN 978-2-7073-1468-0)
- Be-Bop, Paris, 1995, 192 p. (ISBN 978-2-7073-1514-4)
- L'Incident, Paris, 1996, 256 p. (ISBN 978-2-7073-1567-0)
- Les Évadés, Paris, 1997, 256 p. (ISBN 978-2-7073-1600-4)
- La Passion de Martin Fissel-Brandt, Paris, 1998, 142 p. (ISBN 978-2-7073-1645-5)
- Nuage rouge, Paris, 2000, 192 p. (ISBN 978-2-7073-1696-7)Prix France Culture, 2000
- Un soir au club, Paris, 2001 (réimpr. 2002), 176 p. (ISBN 978-2-7073-1773-5)Prix du Livre Inter, 2002
- Dernier amour, Paris, 2004, 128 p. (ISBN 978-2-7073-1885-5)
- Les Oubliés, Paris, 2007, 140 p. (ISBN 978-2-7073-1977-7)
- Lily et Braine, Paris, 2010, 188 p. (ISBN 978-2-7073-2090-2)
- La Roue et autres nouvelles, Paris, 2012, 122 p. (ISBN 978-2-7073-2192-3)

Correspondance
- Dernier voyage, Strasbourg, Éditions L'Atelier contemporain, 2023, 104 p. (ISBN 978-2-85035-124-2) avec Gérard Titus-Carmel

### Sur l'auteur
- Elisa Bricco, Christine Jérusalem (collectif), Christian Gailly, l'écriture qui sauve, Saint-Étienne, Presses universitaires de Saint-Étienne, coll. « Lire au présent », 2007, 184 p. (ISBN 978-2-86272-468-3, lire en ligne)
- Elin Beate Tobiassen, La Relation écriture-lecture : Cheminements contemporains, Paris, L'Harmattan, coll. « Critiques Littéraires », 2009, 179 p. (ISBN 978-2-296-10714-4, lire en ligne)
- Décapage, n° 49, Paris, Flammarion, 2014, 157 p. (ISBN 978-2-08-133090-0)
- Jia Zhao, Ironie dans le roman français depuis 1980 : Echenoz, Chevillard, Toussaint, Gailly, Paris, L'Harmattan, coll. « Critiques Littéraires », 2012, 299 p. (ISBN 978-2-336-00838-7, lire en ligne)

Le livre suivant donne la parole à quatre traducteurs de l'œuvre de Gailly :
- Vingt-troisièmes assises de la traduction littéraire (Arles 2006) : Paroles en musique, Arles, Actes Sud, coll. « Essais Littéraires », 2007, 244 p. (ISBN 978-2-7427-7201-8) Collectif, avec Christian Doumet, Patrick Quillier, Jean-Yves Masson, Robert Davreu, Heinz Schwarzinger, Mike Sens, Claire Jatosti ; voir sur actes-sud.fr.